# Saint-Martin-de-Jussac
Saint-Martin-de-Jussac – miejscowość i gmina we Francji, w regionie Nowa Akwitania, w departamencie Haute-Vienne.
Według danych na rok 1990 gminę zamieszkiwało 410 osób, a gęstość zaludnienia wynosiła 28 osób/km² (wśród 747 gmin Limousin Saint-Martin-de-Jussac plasuje się na 293. miejscu pod względem liczby ludności, natomiast pod względem powierzchni na miejscu 453.).

## Populacja

Populacja Saint-Martin-de-Jussac w latach 1962–2008